# Miguel Herrero Uceda
Miguel Herrero Uceda (Ceclavín, 24 de janeiro de 1964) é um escritor, divulgador, docente e naturalista espanhol, empenhado na defesa do meio ambiente e a conservação da cultura popular tradicional da Estremadura. 

## Biografia
Doutorou-se em inteligência artificial, e é professor da Universidade Complutense de Madrid. Colaborou com a Fundación Más Árboles na regeneração e criação de novas florestas, e também colaborou com a Fundación Cultura de pas, e com periódicos como: El Mundo, Foresta, El Periódico Extremadura, Tecnociencia, etc. Participa e organiza a "Semana das Letras da Complutense". É irmão do pintor Antonio José Herrero Uceda e da escritora Elisa Herrero Uceda.
A 31 de maio de 2014 organizou juntamente com o poeta José Iglesias Benítez, então presidente da Associação Cultural Beturia, o encontro de escritores em estremenho originários de dentro e fora da Estremadura, em Ceclavín (Cáceres).
A 30 de maio de 2015, juntamente com o grupo "La Bohème" organizou o Encontro Internacional de Poetas e Artistas, a favor da natureza "Homens, Florestas e Selvas" no Palácio do Infantado, em Guadalajara.
Traduziu para o estremenho os poemas do poeta russo Vladimir Vysotsky para a Fundação Vysotsky, a pedido do Museu Vysotsky da Polónia.
Foi nomeado estremenho ilustre no Wikispaces.

## Obras
- El alma de los árboles, (2005).
- El alma de los árboles. (2008).
- Los árboles del Bosque de la Calma / Els arbres del Bosc de la Calma, (2009).
- Extremadura en el corazón, (2011).
- Mi Extremadura. La Cultura Rural (2012).
- Ceborrincho, relatos extremeños, (2013).
- Mamaeña, relatos extremeños, (2015).
- Vive la Fiesta del árbol, (2017).

## Prémios
- Medalha "Sia qui sou". Círculo Catalão de Madrid (2006).
- Prémio “Luis Chamizo de Prosa em Estremenho (2012)
- Prémio de Criação. Ateneu de Arroyo de la Luz (Cáceres, 2013).
- Reconhecimento à sua obra na Divulgação e Defesa da Cultura Estremenha. Associação Cultural Pablo Gonzálvez. Miajadas (Cáceres) (2014).[11]
- Prémio "Azinheira de Prata", outorgado pela Casa Regional da Estremadura em Coslada, Madrid (2015). [12]